# Henry Ritter

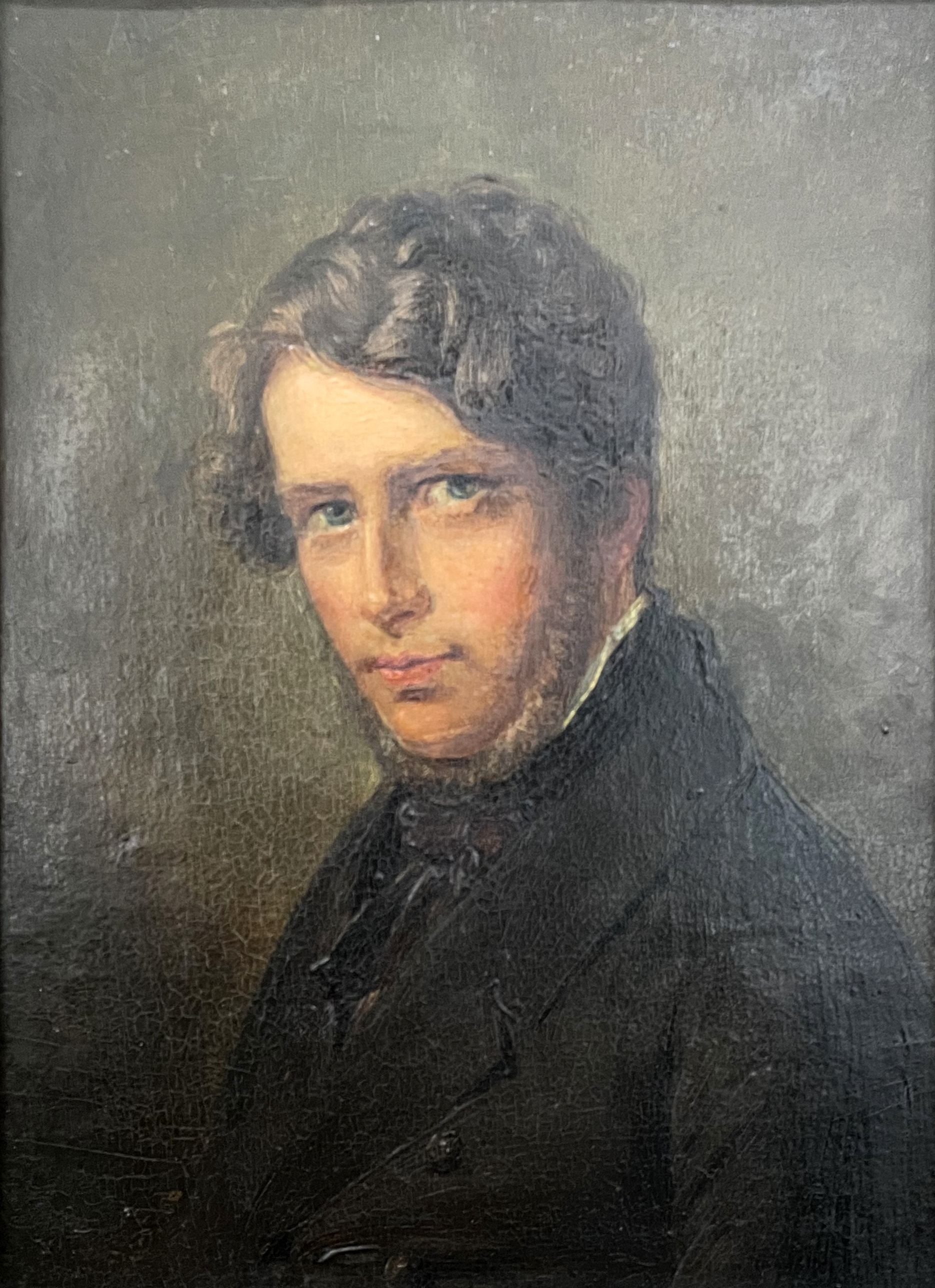
Henry Ritter in der Freundschaftsgalerie von Einzelbildnissen der Düsseldorfer Malerschüler und ihren Freunden von Friedrich Boser

Henry Ritter (* 24. Mai 1816 in Montreal; † 21. Dezember 1853 in Düsseldorf) war ein deutsch-kanadischer Maler und Illustrator der Düsseldorfer Malerschule.

## Künstlerischer Werdegang

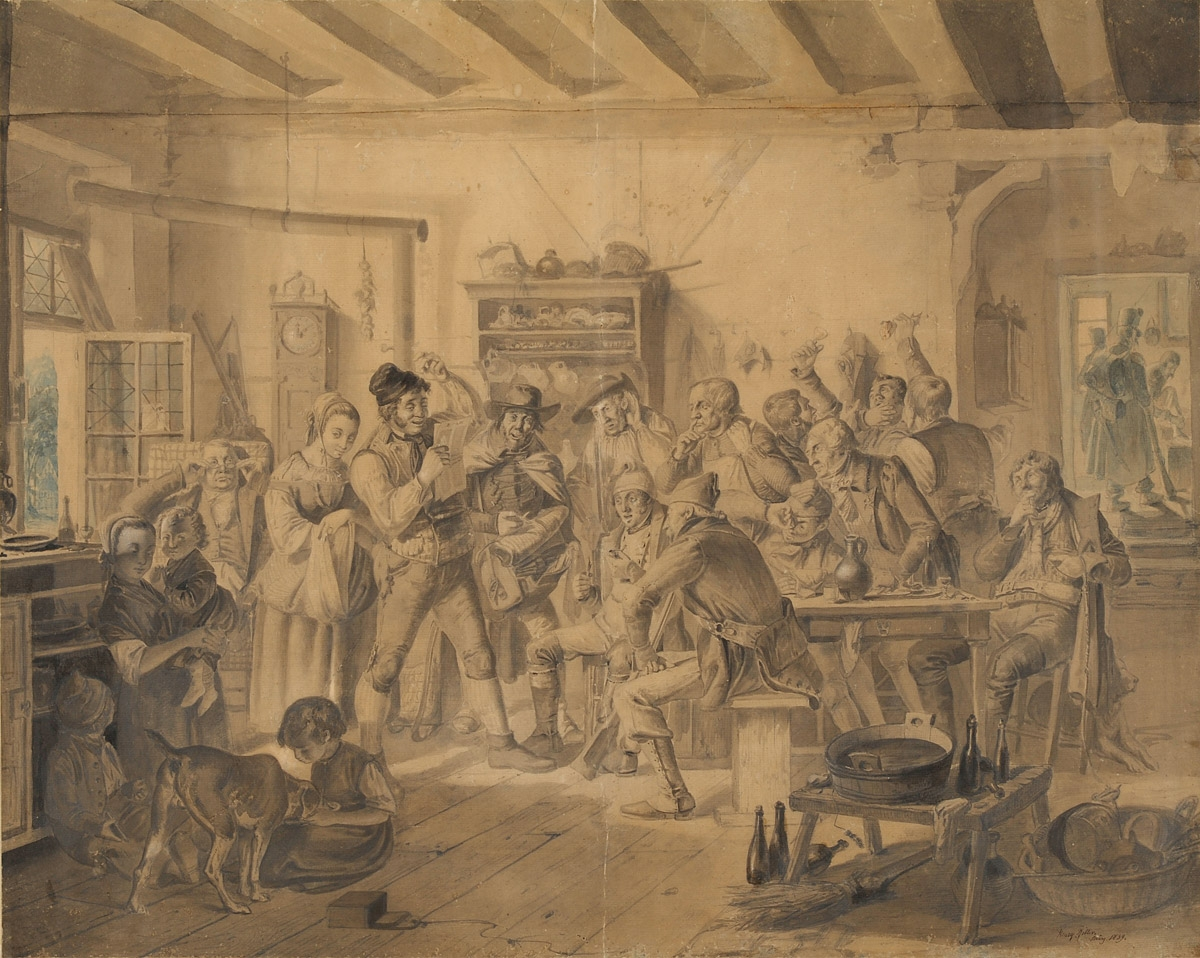
Nachricht von der Schlacht bei Leipzig, Bleistiftzeichnung, 1839

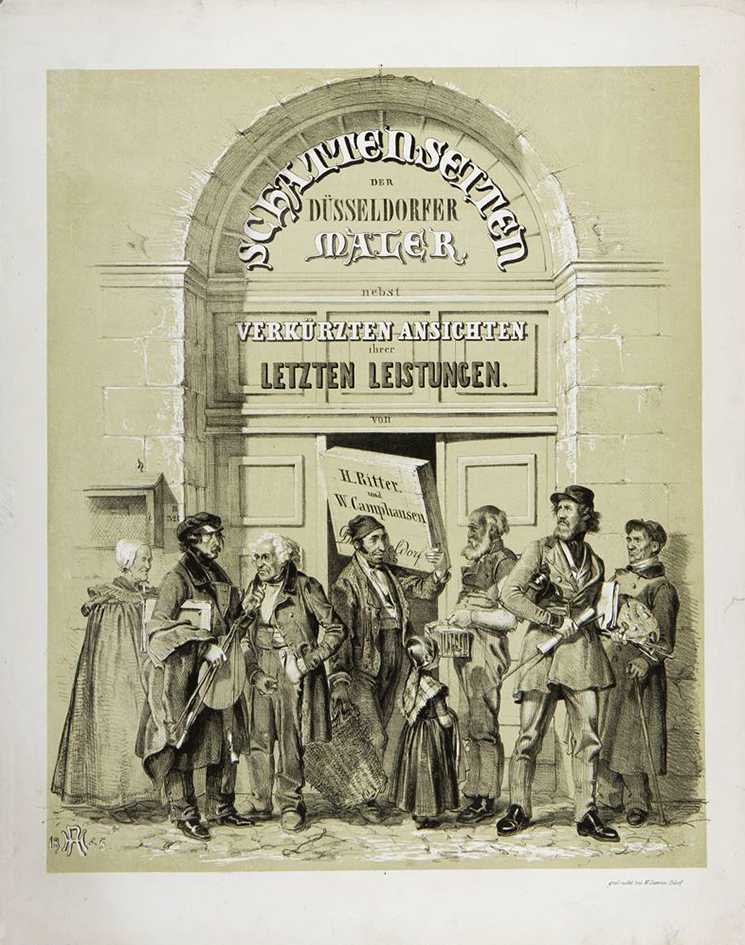
Schattenseiten der Düsseldorfer Maler, nebst verkürzten Ansichten ihrer letzten Leistungen, Titelblatt, 1845

Ritter wurde als Sohn eines in britischen Diensten stehenden hannoveranischen Offiziers und einer Engländerin in Montreal geboren. Schon früh verwaist kam er zu seinem Onkel nach Hamburg. Nach kurzer kaufmännischer Lehre (1832) erhielt Ritter bei den Hamburger Porträtmalern Heinrich Jacob Aldenrath und Friedrich Carl Gröger ersten Unterricht in der Malerei. 1833 besuchte er in Düsseldorf die Sonntagsschule des Kunstakademie-Professors Ernst Carl Thelott. Von 1836 bis 1847 war er Schüler der Kunstakademie Düsseldorf, in den Klassen von Karl Ferdinand Sohn (1836/37, 2. Klasse) und Wilhelm von Schadow (1838/39, 1. Klasse). 1840 bis 1847 gehörte er der Meisterklasse an und hatte ein eigenes Atelier im Akademiegebäude. 1837 bis 1838 hatte er parallel Privatunterricht bei Rudolf Jordan genommen, der sein enger Freund wurde und mit dem Ritter die Vorliebe für das Milieu der See- und Fischerleute teilte, welches sie auf Reisen an die Nordseeküste in Studienblättern und Genrebildern festhielten. Eine Studienreise führte ihn 1839 nach England und Schottland. 
1842 heiratete er die Düsseldorferin Ermina Anna Windgassen, Tochter des Vilicher Landmessers Johann Wilhelm Windgassen, die ihm zwei Töchter gebar, Alice und Betsy, und den Sohn Johann Wilhelm Henry (1843–1870).
1848 wohnte in seinem Haus Windschlag 275 (heute Oststraße) in Düsseldorf der Dichter Ferdinand Freiligrath, der in dieser Zeit das Gedicht Die Todten an die Lebenden schrieb. Wegen einer Erkrankung („Nervenfieber“) zog Ritter 1848 nach Seligenthal ins Bergische Land, kehrte aber 1852 wieder nach Düsseldorf zurück, wo er am 21. Dezember 1853 im Alter von 37 Jahren starb. Ritters künstlerisches Erbe trat Ferdinand Fagerlin an, der ebenfalls Genremaler für Küstenmotive wurde. Fagerlin übernahm Ritters Atelier und seinen Nachlass und heiratete im Dezember 1869 Ritters Tochter Alice (1844–1931).
Von 1849 bis zu seinem Tod war Ritter aktives Mitglied des Künstlervereins Malkasten. Ab 1844 hatte er auch dem Kreis des Malkasten-Vorläufers Crignic angehört, einer demokratisch gesinnten, auf Unabhängigkeit von der Akademie bedachten Künstlervereinigung, die in ihrem seltsamen Namen die Anfangsbuchstaben der Familiennamen ihrer Gründungsmitglieder enthielt: Gustav Jacob Canton, Henry Ritter, Rudolf Jordan, Hans Fredrik Gude, Rudolf von Normann, Frederik Nicolai Jensen und Wilhelm Camphausen.
Zusammen mit Camphausen illustrierte Ritter 1845 die Veröffentlichung Schattenseiten der Düsseldorfer Maler, nebst verkürzten Ansichten ihrer letzten Leistungen, in der 19 Einzelporträts Düsseldorfer Maler in ihren Ateliers gezeigt werden. Gestochen wurden die Illustrationen in der Lithoanstalt Wilhelm Severin, Steinweg 217 in Düsseldorf. Drei Verlage brachten das Werk heraus, Hering & Remington in England, Goupil & Vibert in Frankreich sowie die Düsseldorfer Buch- und Kunsthandlung Julius Buddeus.
Ab 1847 lieferte Ritter Illustrationen für die Satirezeitschrift Düsseldorfer Monathefte, die der Maler Lorenz Clasen bis Ende 1849 herausgab. 1849 veröffentlichte Ritter – ebenfalls bei Buddeus – das Werk Der politische Struwwelpeter. Ein Versuch zu Deutschlands Einigung; dem deutschen Michel gewidmet, eine Sammlung von zwölf kolorierten Tafeln. Dieses Werk aus Bildern und Versen zu Geschichten über verschiedene Kunstfiguren, die Ritter nach dem Vorbild des 1845 erschienenen Buches Der Struwwelpeter anlegte, behandelt die politische Situation während der Deutschen Revolution 1848/49. Von 1851 bis 1853 war Ritter mit seinen Illustrationen regelmäßig in den von Wolfgang Müller von Königswinter herausgegebenen Düsseldorfer Künstler-Alben vertreten.
Ganz in der Tradition Jordans entwickelte Ritter ein großes ethnografisches Interesse. Dies äußerte sich nicht nur in Bezug auf seine zahlreichen Darstellungen aus dem Leben der See- und Fischerleute, etwa im 1844 geschaffenen Bild Der ertrunkene Fischersohn (Lotsensohn), dessen Elemente durch detaillierte, um Authentizität bemühte Studien gründlich vorbereitet waren. Es offenbart sich auch im Hinblick auf das im 19. Jahrhundert für Europäer besonders faszinierende Motiv Indianer, etwa in dem 1851 entstandenen Bild Das Präriefeuer. Eine seiner Zeichnungen zeigt, wie er 1838 an der Geburtstagsfeier des belgischen Malers Auguste Chauvin in einer Verkleidung teilnahm, in Anspielung an seine kanadische Herkunft mit indianischem Kostüm und Kopfschmuck, einer Figur aus dem Roman Der letzte Mohikaner ähnlich. Adelbert von Chamissos Gedicht Rede des alten Kriegers Bunte-Schlange im Rathe der Creek-Indianer illustrierte Ritter mit einer Zeichnung, die eine Gruppe sich beratender und rauchender Indianer in detailreicher Bekleidung und Kopfschmuck zeigt.
Abbildungen, die Ritter selbst zeigen, finden sich auch auf einem Blatt in der Veröffentlichung Schattenseiten der Düsseldorfer Maler (1844/45, hier gemeinsam mit seinen beiden Töchtern im Düsseldorfer Atelier) sowie in Friedrich Bosers Freundschaftsgalerie von 26 Einzelbildnissen der Düsseldorfer Malerschule und ihren Freunden mit Bilderschau der Düsseldorfer Künstler im Galeriesaal der Akademie (1840–1853).

## Werke (Auswahl)

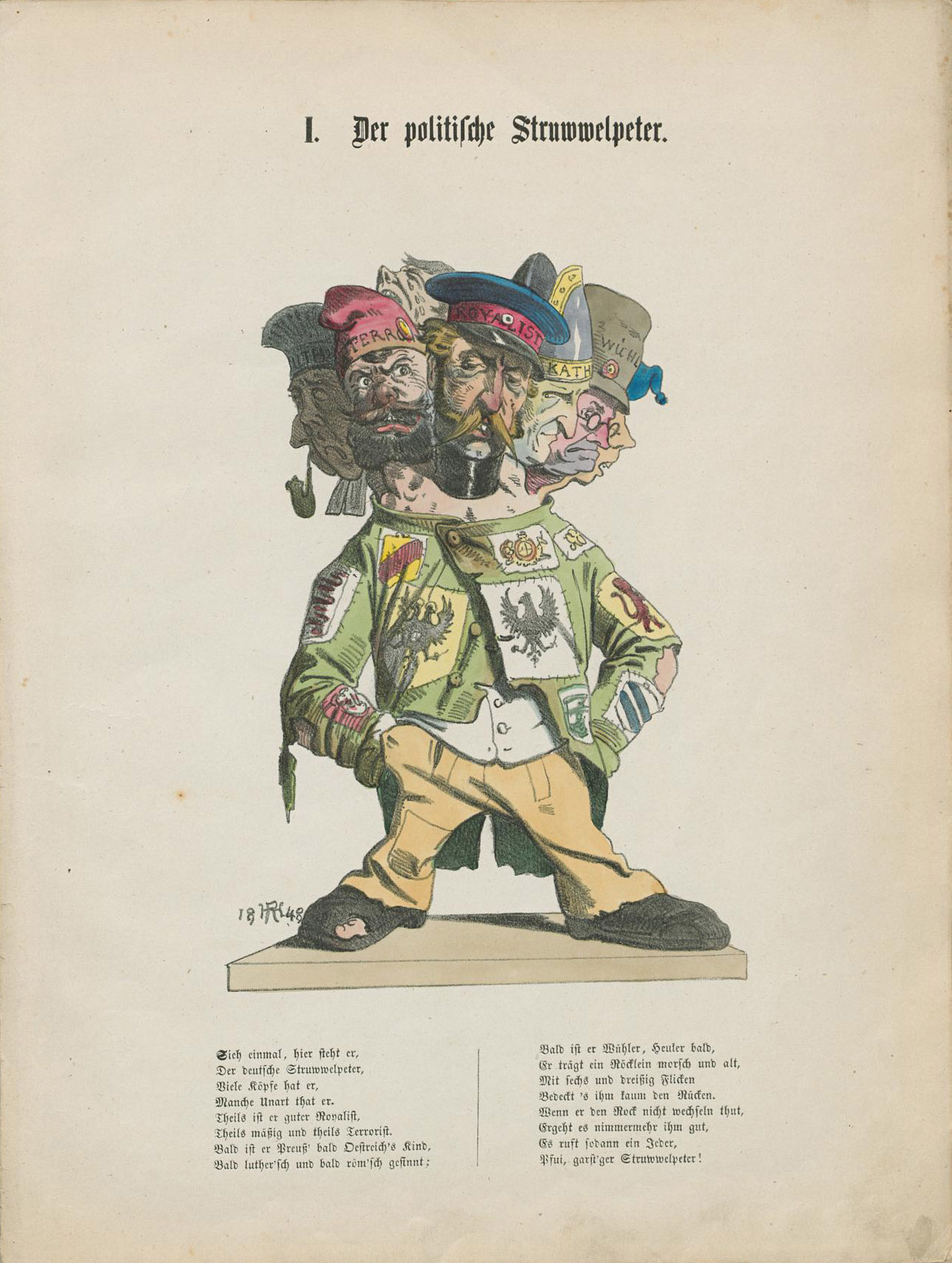
Der politische Struwwelpeter, 1849

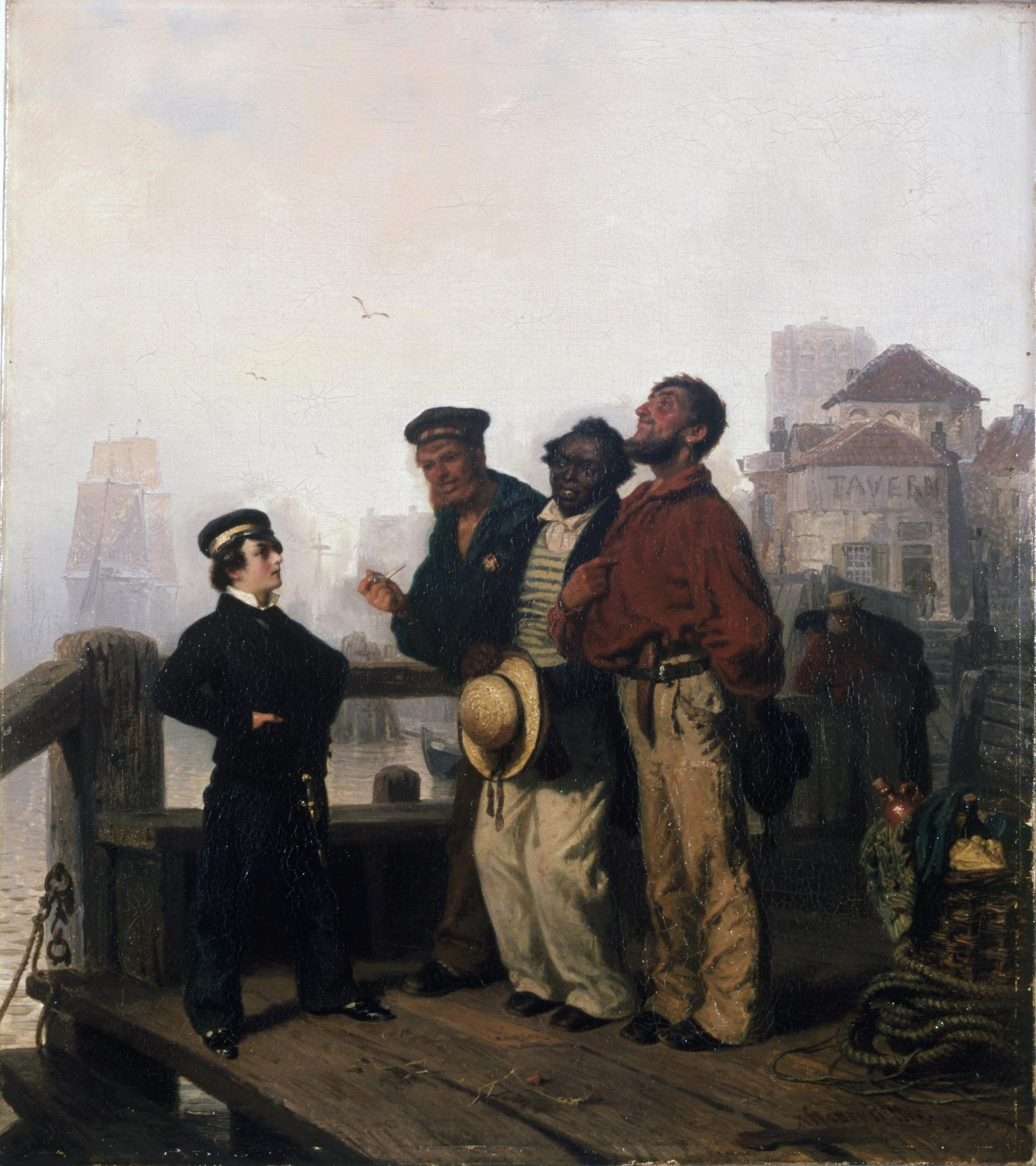
Middys Predigt, 1853

- Nachricht von der Schlacht bei Leipzig, 1839
- Der Aufschneider in der Matrosenkneipe, 1841[20]
- Schiffbruch (Sturm an der Küste), 1841, Kunstsammlung der Universität Göttingen[21][22]
- Heiratsantrag in der Normandie, 1842
- Heiratsantrag (Axe-Stiftung)
- An der Küste[23]
- Gebet auf dem Auswandererschiff
- Die Todesnachricht
- Sommer
- Frühling
- Kampf gegen Schmuggler an der englischen Küste
- Die englischen Gefangenen
- Angler und weitere Illustrationen im Buch Washington Irving. Auswahl aus seinen Schriften, erschienen bei Brockhaus, Leipzig 1856[24]
- Der ertrunkene Fischersohn (Lotsensohn), 1844
- Der Wilddieb, 1845–1847
- Der politische Struwwelpeter, zwölf kolorierte Tafeln, 1849
- Das Präriefeuer, 1851
- October, 1851[25]
- Engländer, 1852[26]
- Das Schreiben an die Familie, 1852[27]
- Middys Predigt, 1853
- Lebe Wohl, 1853[28]